# Бад Доберан
Бад Доберан (њем. Bad Doberan) град је у њемачкој савезној држави Мекленбург-Западна Померанија. Једно је од 59 општинских средишта округа Бад Доберан. Према процјени из 2010. у граду је живјело 11.294 становника. Посједује регионалну шифру (AGS) 13051004.

## Географски и демографски подаци
Бад Доберан се налази у савезној држави Мекленбург-Западна Померанија у округу Бад Доберан. Град се налази на надморској висини од 15 метара. Површина општине износи 32,8 km². У самом граду је, према процјени из 2010. године, живјело 11.294 становника. Просјечна густина становништва износи 345 становника/km².